# David Gemmell
David Andrew Gemmell (ur. 1 sierpnia 1948 w Londynie, zm. 28 lipca 2006 w Hastings) – angielski autor fantasy i powieści historycznych połączonych z fantasy.
Urodził się w zachodniej części Londynu latem 1948. W wieku szesnastu lat został wyrzucony ze szkoły za zorganizowanie klubu hazardowego. Od tamtej pory pracował. W nocy dorabiał jako ochroniarz w klubie nocnym w Soho. Pisał też artykuły do "Daily Mail", "Daily Mirror" i "Daily Express".
W 1984 roku opublikował swoją pierwszą powieść, Legendę. W 1986 zaczął utrzymywać się z pisarstwa. Jego ostatnią opublikowaną książką była powieść Troy: The Lord of the Silver Bow, wydana w 2005, której kontynuacja, Troy: Shield of Thunder miała ukazać się we wrześniu 2006. Rozpoczętą przez niego książkę Troy: Fall of Kings dokończyła jego żona Stella i wydano ją w 2007 roku. Zmarł w piątek, 28 lipca 2006, dwa tygodnie po operacji pomostowania tętnic wieńcowych.
Aby uczcić jego pamięć w 2009 została utworzona nagroda David Gemmell Awards for Fantasy.

### Saga Drenajów
Według kolejności wydawania:
- Legenda (Legend, 1984), w 1996 r. w Polsce
- Król poza bramą (The King Beyond the Gate, 1985), w 1996 r. w Polsce
- Waylander (Waylander, 1986), w 1998 r. w Polsce
- W poszukiwaniu utraconej chwały (Quest for Lost Heroes, 1990), w 1997 r. w Polsce
- W królestwie wilka (Waylander II: In the Realm of the Wolf, 1992), w 1998 r. w Polsce
- Druss Legenda – pierwsze kroniki (The First Chronicles of Druss the Legend, 1993), w 2000 r. w Polsce
- Legenda kroczącej śmierci (The Legend of Deathwalker, 1996), w 2001 r. w Polsce
- Zimowi wojownicy (Winter Warriors, 1997), w 2002 r. w Polsce
- Hero in the Shadows (2000)
- White Wolf (2003)
- The Swords of Night and Day (2004)

Według chronologii wewnętrznej cyklu:
- Waylander (Waylander, 1986)
- W królestwie wilka (Waylander II: In the Realm of the Wolf, 1992)
- Hero in the Shadows (2000)
- Druss Legenda – pierwsze kroniki (The First Chronicles of Druss the Legend, 1993)
- Legenda kroczącej śmierci (The Legend of Deathwalker, 1996)
- White Wolf (2003)
- Legenda (Legend, 1984)
- Król poza bramą (The King Beyond the Gate, 1985)
- W poszukiwaniu utraconej chwały (Quest for Lost Heroes, 1990)
- Zimowi wojownicy (Winter Warriors, 1997)
- The Swords of Night and Day (2004)

### Rigante
- Miecz w burzy (Sword in Storm, 1999), w 2003 r. w Polsce
- Nocny sokół (Midnight Falcon, 2000), w 2004 r. w Polsce
- Ravenheart (2001)
- Stormrider (2002)

### Opowieści Sipstrassi
- Wilk w cieniu (Wolf in Shadow, 1987), w 1997 r. w Polsce
- Ostatni strażnik (The Last Guardian, 1989), w 1998 r. w Polsce
- Kamień krwi (Bloodstone, 1994), w 1999 r. w Polsce
- Król widmo (The Ghost King, 1988), w 1998 r. w Polsce
- Ostatni miecz mocy (Last Sword of Power, 1988), w 1999 r. w Polsce

### Hawk Queen
- Ironhand's Daughter (1995)
- The Hawk Eternal (1995)

### Inne książki fantasy
- Rycerze mrocznej chwały (Knights of Dark Renown, 1989), w 2002 r. w Polsce
- Morningstar (1992)
- Mroczny księżyc (Dark Moon, 1997), w 1998 r. w Polsce
- Echa wielkiej pieśni (Echoes of the Great Song, 2002), w 2005 r. w Polsce
- The Lost Crown (1989)

### Cykl grecki
- Lew Macedonii (Lion of Macedon, 1990), w 2000 r. w Polsce
- Książę mroku (Dark Prince, 1991), w 2002 r. w Polsce

### Cykl trojański
- Pan srebrnego łuku (Troy: The Lord of the Silver Bow, 2005), w 2006 r. w Polsce
- Tarcza gromu (Troy: Shield of Thunder, 2006), w 2007 r. w Polsce
- Upadek królów (Troy: Fall of Kings, 2007 – razem ze Stellą Gemmell), w 2008 r. w Polsce

### Inne
- White Knight, Black Swan (1993) (pod pseudonimem Ross Harding)